# 本田順子
本田 順子（ほんだ じゅんこ）は、日本の和菓子職人。
高校までは水泳、大学ではゴルフに打ち込んだが、故障のためリタイア。実家である嘉祥菓子養老軒に戻って手伝ううちに次第に和菓子作りに熱中した。京都府菓子技術専門学校に入学し、本格的に和菓子作りを学んだ。
1996年からみかん大福など次々と創作大福を考案し、大ヒット商品となった。2010年に女性初となる明日の名工（京都府青年優秀技能者奨励賞表彰）に選出された。